# I concerti live @ RTSI (album Ornella Vanoni)
I concerti live @ RTSI, è un album della cantante italiana Ornella Vanoni, pubblicato nel 2001.

## Il disco
Concerto registrato il 5 maggio 1982 per l'emittente televisiva svizzera RTSI.

## Tracce
1. Albergo a ore
2. Amico mio, amore mio
3. Domani è un altro giorno
4. Fandango
5. Fatalità
6. Innamorarsi
7. La gonna
8. Ma mi
9. Medley: Canta canta / Dettagli / L'appuntamento
10. Una ragione di più
11. Medley: Io sì / Mi sono innamorata di te / Lontano lontano
12. Medley: Tristezza (pe favore va via) / La voglia la pazzia / La gente e me
13. Medley: Me in tutto il mondo / Che cosa c'è / Senza fine / Vedrai vedrai / Sassi
14. Musica, musica
15. Per un'amica
16. Ricetta di donna
17. Vai, Valentina
18. Volevo amarti di più

## Formazione
- Ornella Vanoni - voce
- Tiziano Barbieri - basso
- Jimmy Villotti - chitarra
- Fio Zanotti - tastiera
- Mauro Gherardi - batteria
- Antonio Marangolo - sax